# Modern Tool Company

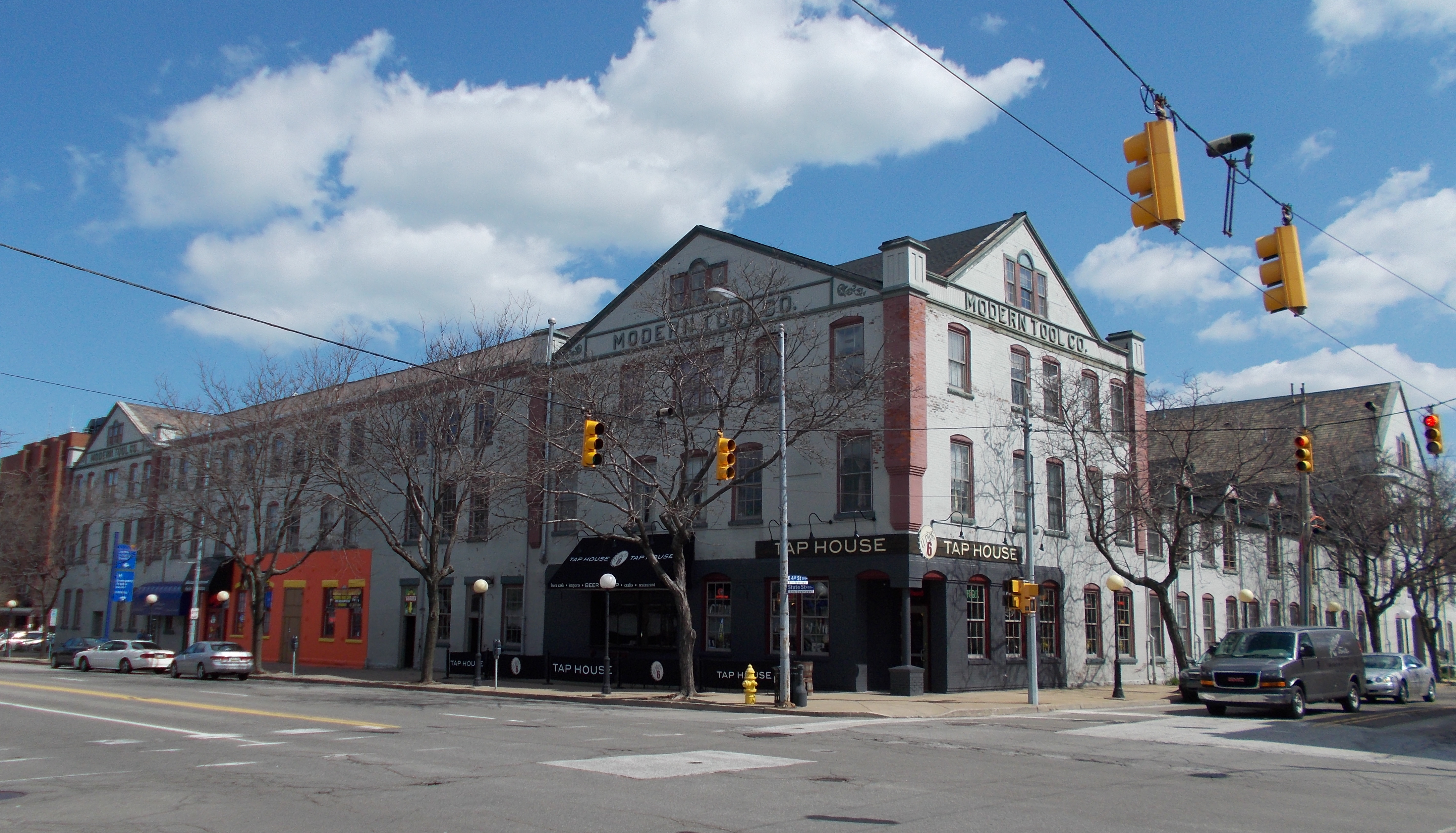
Das Gebäude im Jahr 2013

Modern Tool Company war ein US-amerikanisches Unternehmen im Bereich Maschinenbau.

## Unternehmensgeschichte
Das Unternehmen wurde 1898 in Erie in Pennsylvania gegründet. 1902 zog es in ein Werk, das heute noch existiert. Calvin N. Payne war Präsident. Zusammen mit seinem Sohn experimentierte er ab 1904 mit Automobilen. 1906 kam Gilbert Loomis dazu, der vorher die Loomis Auto Car Company leitete. Allerdings verließ er das Unternehmen schnell wieder und wechselte zur Speedwell Motor Car Company. 1907 begann die Produktion von Automobilen. Der Markenname lautete Payne-Modern. 1908 endete die Produktion von Kraftfahrzeugen.
1922 übernahm die Consolidated Machine Tool Company of America das Unternehmen.

## Fahrzeuge
Im Angebot standen zwei Modelle. Sie hatten viele Gemeinsamkeiten. Dazu gehörten der Zylinderwinkel von 60 Grad der V-Motoren, die Zylinderabmessungen von 101,6 mm Bohrung und 114,3 mm Hub, die OHV-Ventilsteuerung und die Luftkühlung. Der Schalthebel für das Vierganggetriebe befand sich nicht wie damals üblich außerhalb der Karosserie, sondern am Lenkrad. Die Motorleistung wurde über eine Kardanwelle an die Hinterachse übertragen.
Das kleinere Modell war der Four. Der Vierzylindermotor  hatte 3707 cm³ Hubraum und leistete 24 PS. Das Fahrgestell hatte 254 cm Radstand. Zur Wahl standen Runabout und Tourenwagen.
Der Six hatte einen Sechszylindermotor mit 5560 cm³ Hubraum und 36 PS Leistung. Der Radstand betrug 300 cm. Das Karosserieangebot war identisch.
Eine Quelle gibt an, dass die Fahrzeuge zu kompliziert waren.

## Modellübersicht
| Jahr      | Modell | Zylinder | Leistung (PS) | Radstand (cm) | Aufbau                |
| --------- | ------ | -------- | ------------- | ------------- | --------------------- |
| 1907–1908 | Four   | 4        | 24            | 254           | Runabout, Tourenwagen |
| 1907–1908 | Six    | 6        | 36            | 300           | Runabout, Tourenwagen |